# Pablo Silva
Pablo Martín Silva Silva (Montevideo, 6 novembre 1984) è un calciatore uruguaiano, attaccante svincolato.

## Caratteristiche tecniche
È una punta.

## Carriera
Ha giocato in massima divisione uruguaiana e nelle serie minori dei campionati argentino e paraguaiano. Nel 2016 vince la classifica cannonieri del campionato uruguaiano.